# Hibbertia cistiflora
Hibbertia cistiflora är en tvåhjärtbladig växtart. Hibbertia cistiflora ingår i släktet Hibbertia och familjen Dilleniaceae.

## Underarter
Arten delas in i följande underarter:
- H. c. cistiflora
- H. c. quadristaminea
- H. c. rostrata

## Bildgalleri

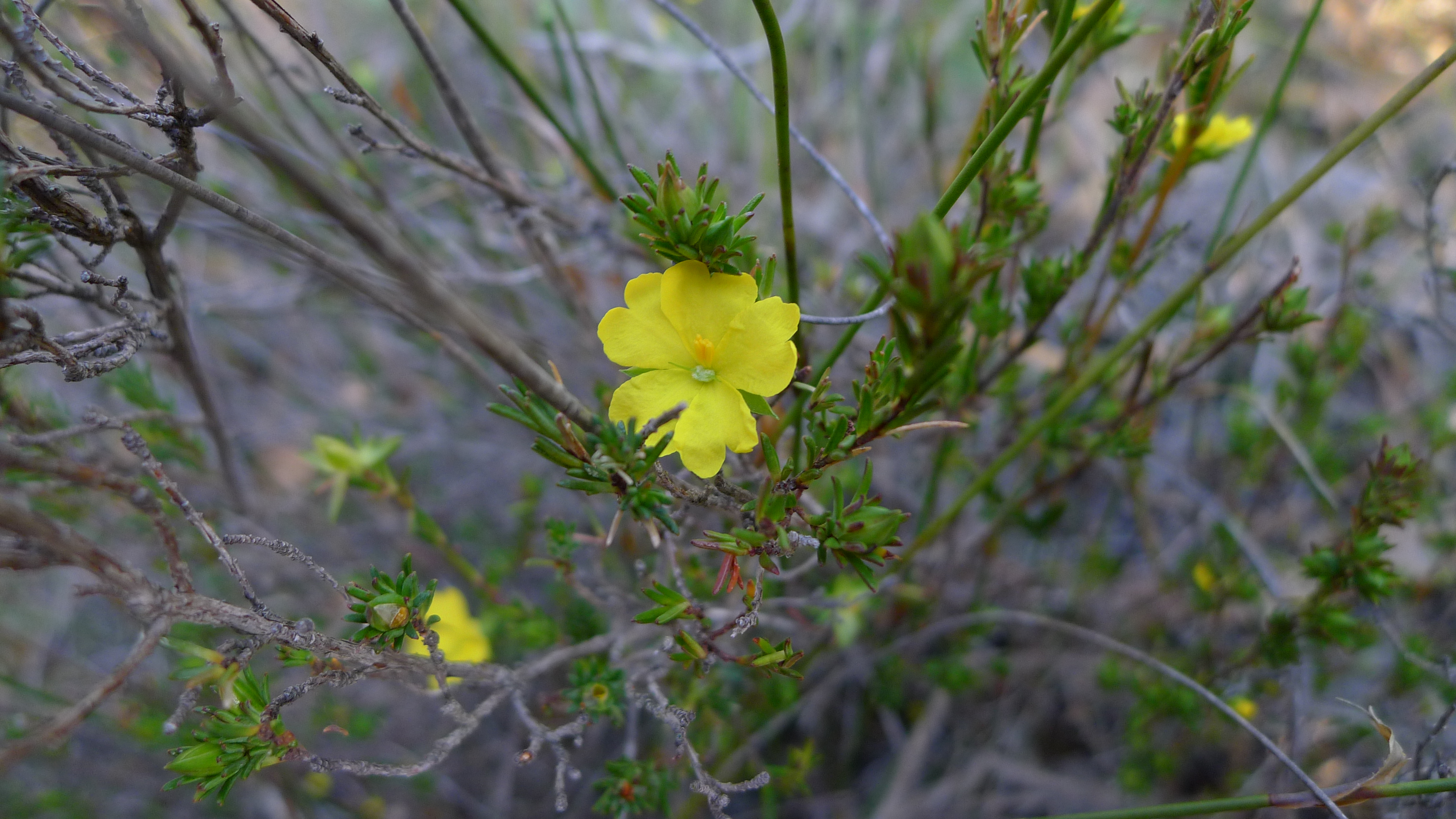
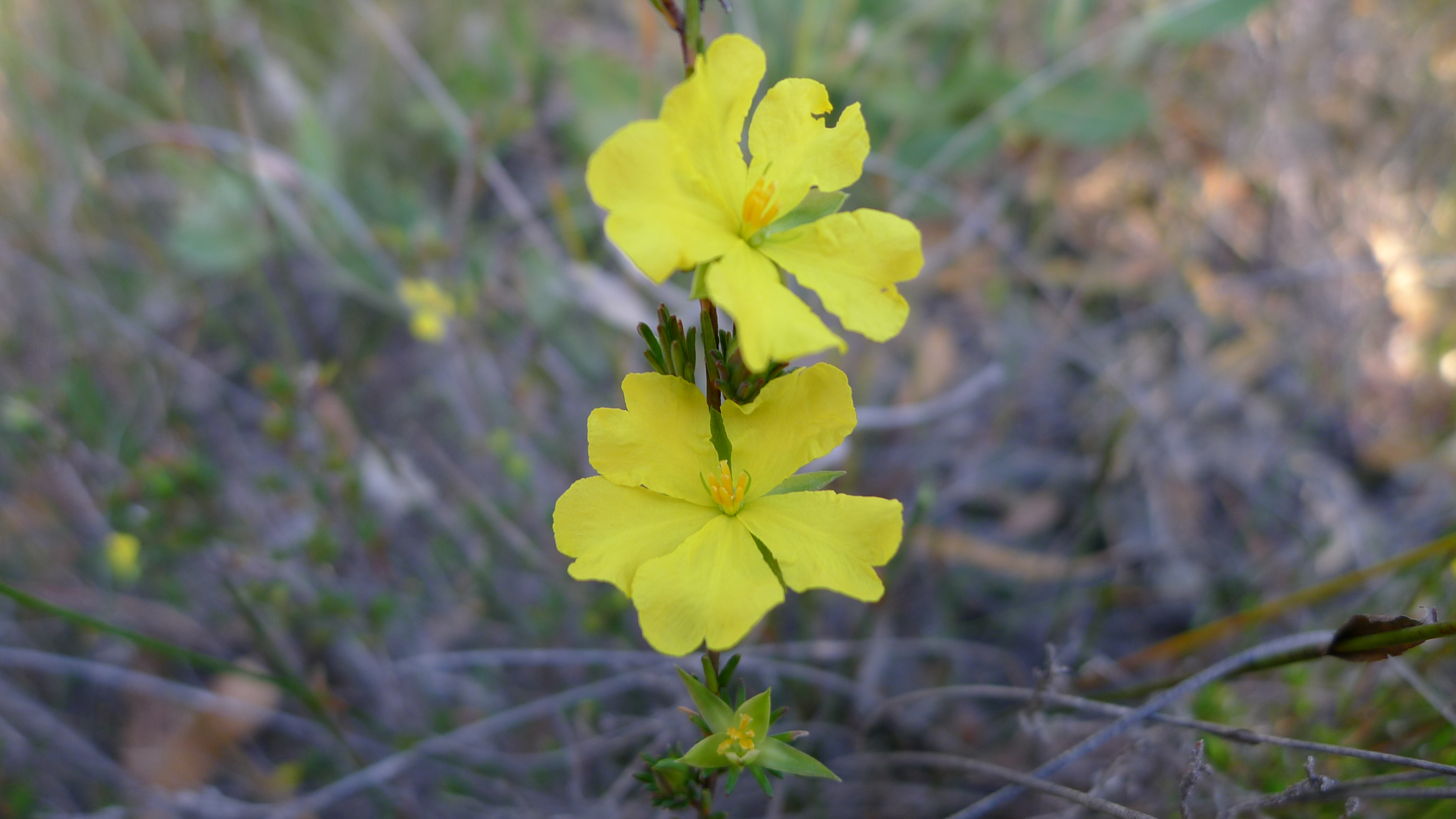
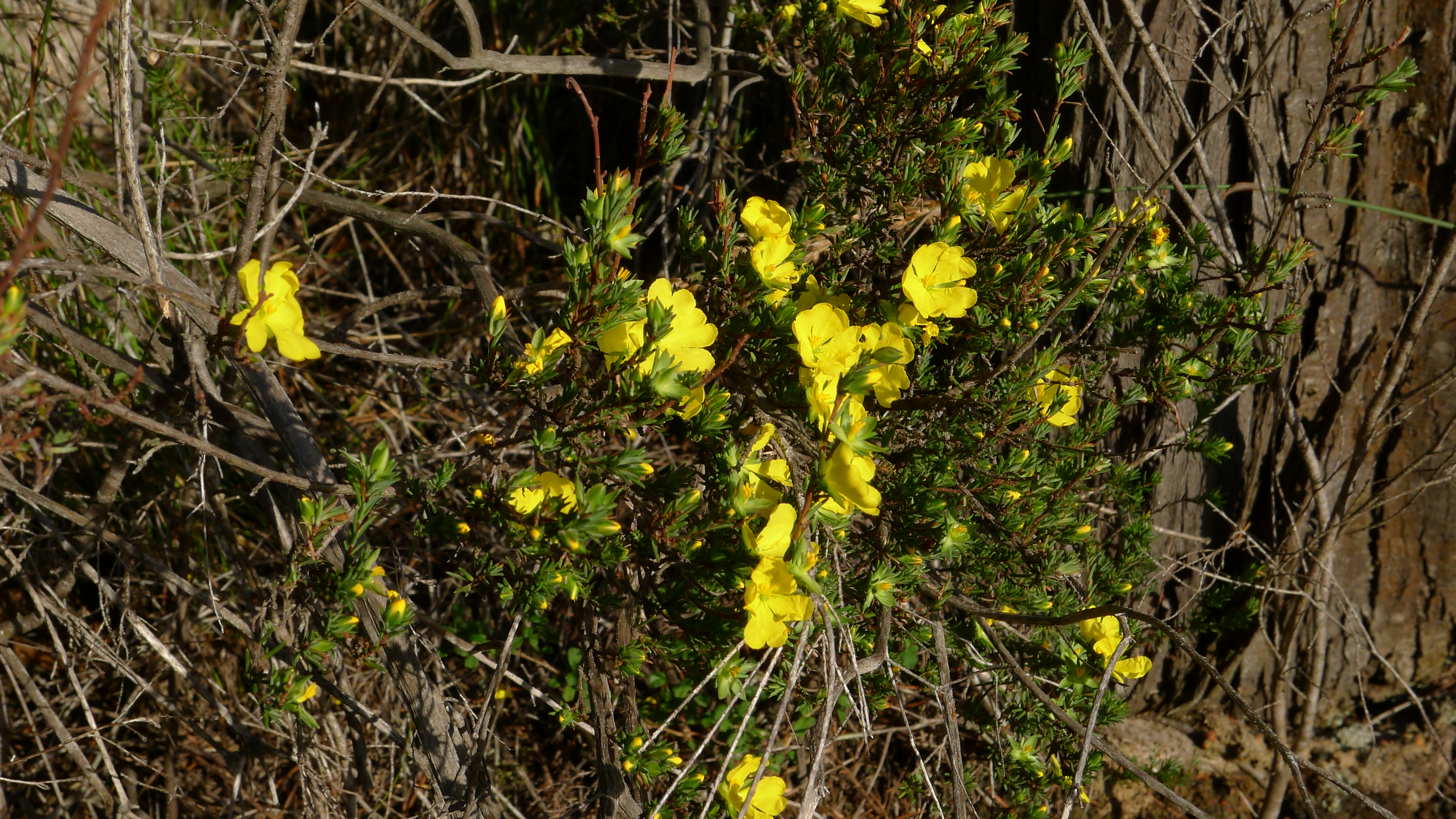
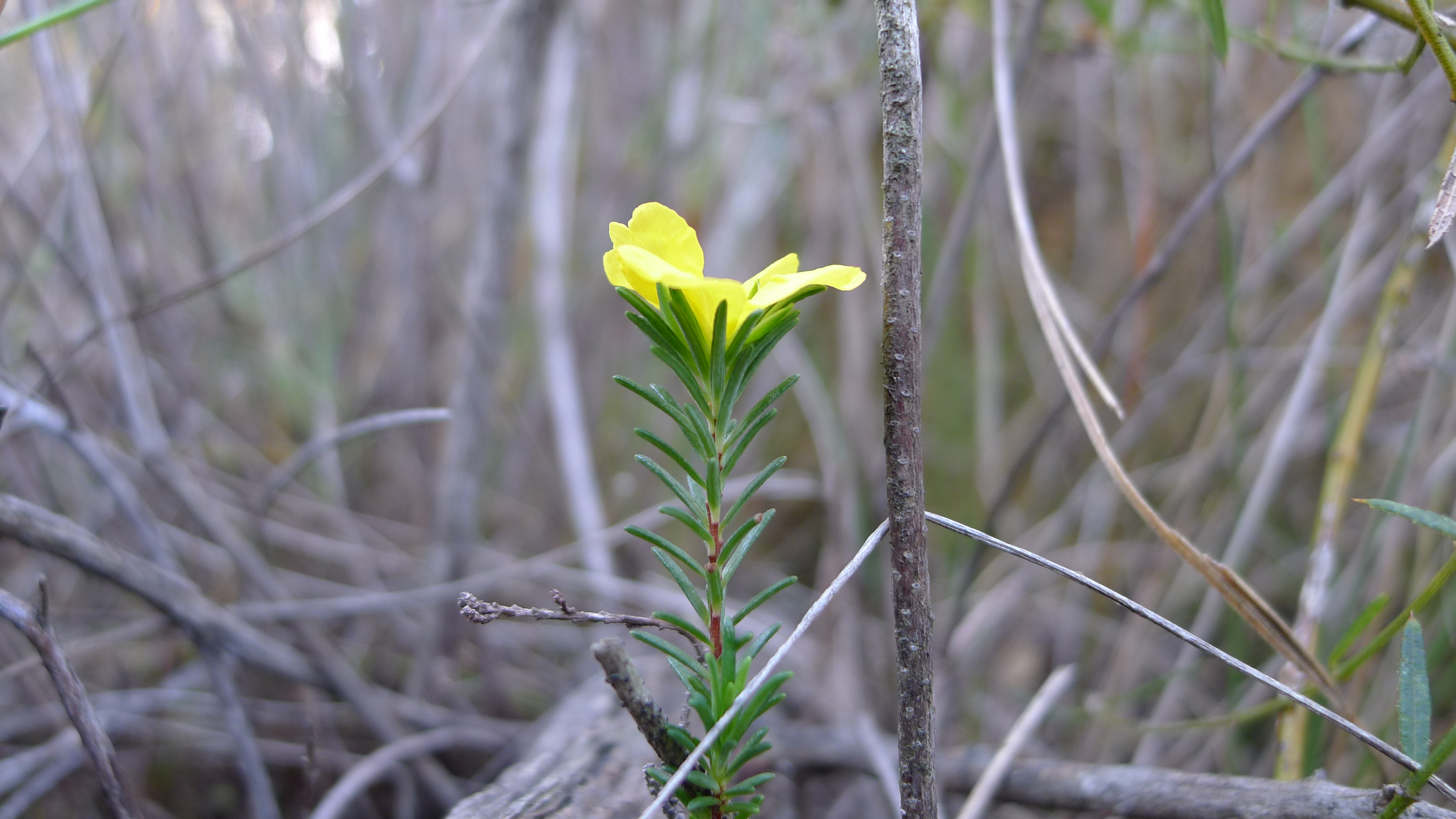